# Gabriela Bervian

Gabriela Bervian recebendo o prêmio kikito no Festival de Cinema de Gramado

Gabriela Bervian, cineasta, bacharel em realização audiovisual, dirigiu os filmes Som Sem Sentido e Domingo de Marta, o qual recebeu os prêmios de melhor filme e melhor direção no Festival de Cinema de Gramado de 2014. 
Foi a primeira técnica de som direto e desenhista de som mulher do Rio Grande do Sul, assinando mais de 80 projetos de longas e series pelo Brasil. 
Recebeu o Kikito, prêmio máximo do Festival de Cinema de Gramado, de melhor som nos anos de 2012, 2014 e 2021.
Formou-se bacharel de cinema em 2006, pela Universidade do Vale dos Sinos.

## Trabalhos
Além de assinar o som direto e desenho de som de mais de 80 projetos, Gabriela Bervian dirigiu os filmes Som Sem Sentido e Domingo de Marta, o qual recebeu os prêmios de melhor filme e melhor direção no 42º Festival de Cinema de Gramado
Gravou dois documentários ganhadores do Emmy Award - Hack The City e Nosso sangue, nosso corpo, ambos produzidos pela MyMama e FoxBrasil.
Dentre os seus trabalhos estão:
- 2023 - Travessias - Engenheira de som
- 2023 - Chorando Se Foi - Engenheira de som
- 2022 - A próxima estação de Tabajara Ruas - Engenheira de som
- 2022 - Alemão 2 - Engenheira de som
- 2022 - As Seguidoras - Engenheira de som
- 2021 - O Empregado e o Patrão - Engenheira de som
- 2020 - Portuñol  - Engenheira de som
- 2020 - 5 Casas  - Engenheira de som
- 2019 - A Colmeia - Autora da mixagem de som / Engenheira de som / Montadora + Produtora / Produtora Executiva
- 2019 - Conexões - Engenheira de som
- 2019 - Bad Honey - Engenheira de som
- 2019 - The Stone  - Engenheira de som
- 2019 - Legalidade - Engenheira de som
- 2018 - Our Blood, Our Body - Engenheira de som
- 2018 - Torre das Donzelas - Engenheira de som
- 2018 - Culturando - Engenheira de som
- 2018 - Hack the City - Engenheira de som
- 2018 - A Cabeça de Gumercindo Saraiva - Engenheira de som
- 2018 - Um Corpo Feminino - Engenheira de som
- 2018 - Os Dragões - Engenheira de som
- 2018 - Pra Ficar na História - Engenheira de som
- 2017 - Mistérios de Entrever - Engenheira de som
- 2017 - Família é família - Engenheira de som
- 2017 - Yonlu - Engenheira de som
- 2017 - Cidades Fantasmas - Engenheira de som
- 2017 - Alce e Alice - Engenheira de som
- 2016 - Epidemia de Cores - Engenheira de som
- 2016 - Ponto Zero - Som
- 2016 - Another Forever - Engenheira de som
- 2016 - Bodas de Papel - Engenheira de som
- 2016 - Som sem sentido - Engenheira de som
- 2016 - Horas - Engenheira de som
- 2015 - Horizonte B - Engenheira de som
- 2015 - Notas de Amor - Engenheira de som
- 2014 - Dromedário no Asfalto - Engenheira de som + Produtora / Produtora Executiva
- 2014 - Os Senhores da Guerra - Engenheira de som
- 2014 - Domingo de Marta - Som
- 2014 - Cedo - Editora de efeitos sonoros
- 2014 - Banca Forte - Engenheira de som
- 2014 - Os Senhores da Guerra 2 - Passo da Cruz - Som
- 2014 - O Relâmpago e a Febre - Som
- 2013 - Balões, Lembranças e Pedaços de Nossas Vidas - Engenheira de som
- 2013 - Linda, uma história horrível - Engenheira de som
- 2013 - Para que Servem os Homens - Engenheira de som
- 2013 - Walachai - Engenheira de som
- 2013 - Sobre sete ondas verdes espumantes - Engenheira de som
- 2012 - Encontros e Dissonâncias - Engenheira de som
- 2012 - Uma vida feita de outras - Engenheira de som
- 2012 - Mulheres em Transe - Engenheira de som
- 2012 - A Porta do Quarto - Editora de som
- 2011 - Casa afogada - Som
- 2011 - De lá pra cá - Som
- 2010 - A Última Estrada da Praia - Som
- 2010 - 400 Contra 1: Uma História do Crime Organizado - Som
- 2010 - Um animal menor - Engenheira de som
- 2010 - On Line - Som
- 2010 - Longe de Casa - Som
- 2009 - Peixe Vermelho - Engenheira de som
- 2009 - A Invasão do Alegrete - Engenheira de som
- 2009 - Livros no Quintal - Som
- 2009 - Orgulho e Tradição - Som
- 2009 - Sem Sinal - Som
- 2009 - Hóspedes - Som
- 2008 - 4 Destinos - Engenheira de som
- 2007 - Ainda Orangotangos - Assistente de som
- 2007 - O vazio além da janela - Diretora de som
- 2007 - Corpo - Sonoplastia
- 2007 - Loja da esquina - Diretora de som

## Reconhecimentos e prêmios
• 2023 - Jurada da mostra nacional
do 51º Festival de Cinema de Gramado
- 2023 - Grande Prêmio do Cinema Brasileiro - indicada na categoria de melhor som, por Alemão 2, de José Eduardo Belmonte
- 2021 - Kikito - Festival de Cinema de Gramado - Melhor Desenho de Som, por “A Colmeia”[2]
- 2015 - Kikito - Festival de Cinema de Gramado -  Melhor som juntamente com Kiko Ferraz por Ponto Zero
- 2014 - Mostra Gaúcha de Curtas - Melhor filme, por “Domingo de Marta”[9]
- 2014 - Mostra Gaúcha de Curtas - Melhor Direção, por “Domingo de Marta”[9]
- 2014 - Mostra Gaúcha de Curtas - Melhor Roteiro, por “Domingo de Marta”, em conjunto com Gilson Vargas e Moisés Westphalen[9]
- 2014 - Mostra Gaúcha de Curtas - Melhor Edição de Som, por “Domingo de Marta”[9]
- 2014 - Kikito - Festival de Cinema de Gramado - Melhor Diretor, por "Domingo de Marta"[3]
- 2014 - Kikito - Festival de Cinema de Gramado - Melhor Roteiro, por “Domingo de Marta”, em conjunto com Gilson Vargas e Moisés Westphalen[3]
- 2014 - Kikito - Festival de Cinema de Gramado - Melhor Edição de Som, por “Domingo de Marta”[3]
- 2012 - Kikito - Festival de Cinema de Gramado - Melhor desenho de som, por "Casa Afogada"[4]
- 2012 - Kikito - Festival de Cinema de Gramado - Prêmio especial do júri, por "A Mão que Afaga"[4]

## Vida pessoal
Desde 2020, namora o diretor de TV Rogério Gomes.